# Котчиха
Ко́тчиха — посёлок в Омутнинском районе Кировской области России. Относится к Песковскому городскому поселению. Железнодорожная станция Котчиха на участке Яр — Верхнекамская.

## География
Посёлок расположен на севере района, примерно в 2 километрах восточнее реки Вятка. Расстояние до районного центра по автодорогам составляет 65 км, до областного — 217 км. Рядом с посёлком проходит автодорога 33Н-050 Омутнинск — Песковка — Кирс.

## История
Еще в начале XX века в окрестностях будущего поселка находились охотничьи времянки жителей соседней Песковки. В 1926 году сюда привезли первых ссыльных — раскулаченных, была основана лесопилка, построены бараки. В 1932 году при создании железнодорожной станции на строящемся участке железной дороги до Верхнекамской был основан поселок. В 1936 году открыли отделение для заключенных, подчиненное управлению в Кирсе, которое в 1943 году было преобразовано в самостоятельно исправительно-трудовую колонию. В 1945 году в колонии было создано лесозаготовительное предприятие, действующее по сей день. В настоящее время учреждение называется ИК-1 УФСИН по Кировской области.

## Население
| 2010 |
| ---- |
| 1889 |

## Транспорт
Через одноименную станцию на железной дороге проходят пригородные поезда до станций Киров, Светлополянск, Яр, Верхнекамская.